# بیچنک
بیچنک (به ترکی آذربایجانی: Biçənək) یک منطقهٔ مسکونی در جمهوری آذربایجان است که در شهرستان شاه‌بوز واقع شده‌است. بیچنک ۱٬۱۷۲ نفر جمعیت دارد.